# Sibrandus Stratingh

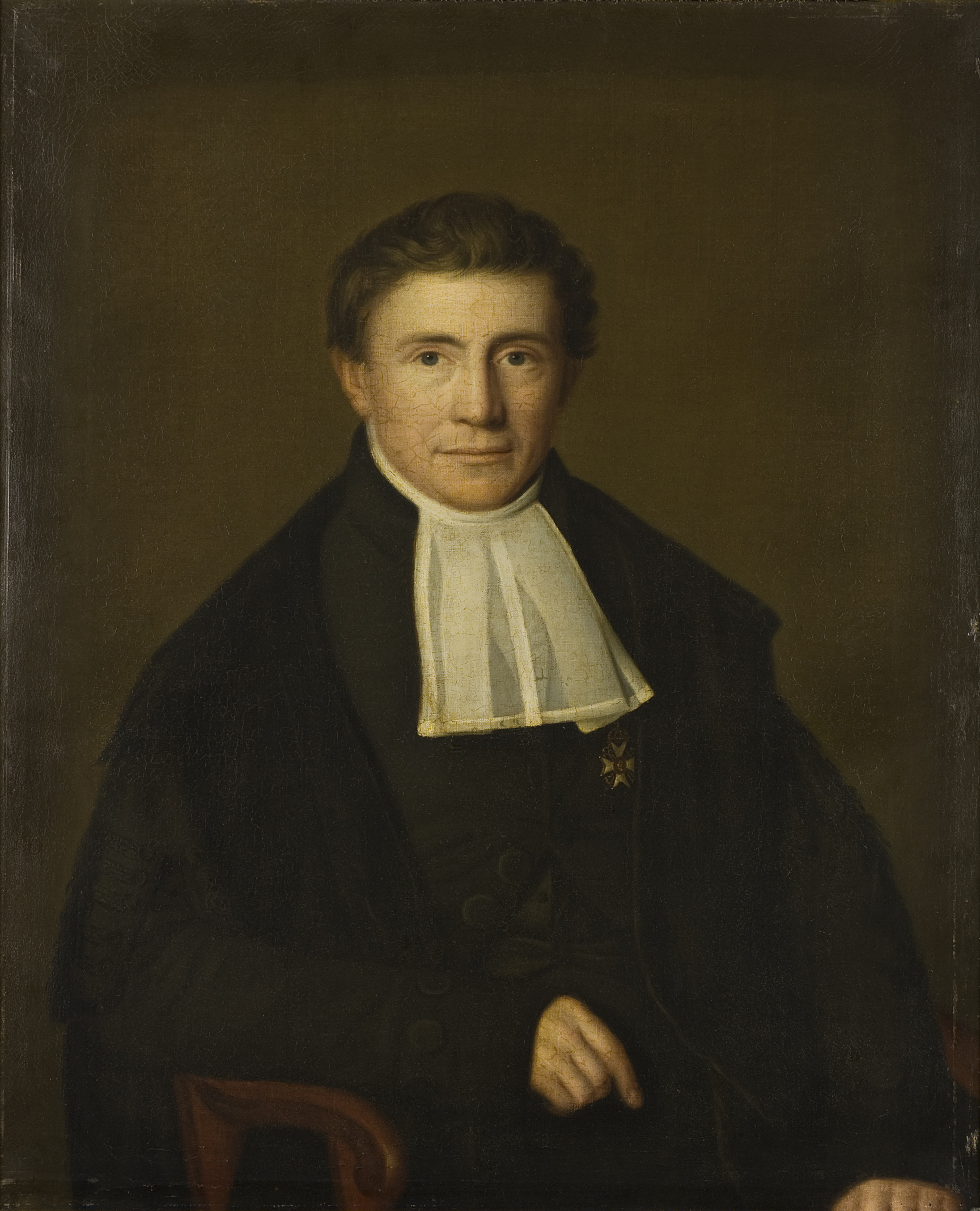
Sibrandus Stratingh

Sibrandus Stratingh (auch Sebrand A. Stratingh, * 9. April 1785 in Adorp; † 15. Februar 1841 in Groningen) war ein niederländischer Professor für Chemie und Erfinder.
Stratingh wurde in der Groninger Stadt Adorp geboren, wo sein Vater Everhardus Stratingh Pastor war. Er wuchs bei seinem Onkel Laurens Stratingh auf, der in Groningen als Apotheker arbeitete und ging hier zur Lateinschule. Im Alter von 13 Jahren begann er ein Studium an der Universität Groningen. 1801 gründete er zusammen mit seinem Freund Theodorus van Swinderen die Gesellschaft zur Förderung der Physikalischen Wissenschaften in Groningen. Schließlich wurde er 1824 Professor für allgemeine, angewandte und pharmazeutische Chemie an der Universität von Groningen.
In seinem Leben machte er eine Reihe von Erfindungen, besonders hinsichtlich der Fortbewegung. Wahrscheinlich betrieb Stratingh als erster ein Fahrzeug mit einem Motor (in diesem Fall Dampf) in den Niederlanden. Dies geschah am 22. März 1834, als er und sein Assistent, der Instrumentenbauer Christopher Becker, die erste „Fahrt“ durch die Straßen von Groningen unternahmen.
Der Provinzial Groninger Courant berichtete am 25. März 1834:

„In den frühen Morgenstunden des heutigen Vormittags, am 22. März, machten die Herren Stratingh und Becker mit ihrem Dampffahrzeug die erste Testfahrt, die mit einem positiven Ergebnis durch die hügeligen und kurvenreichen Straßen der Stadt führte. Die Entwickler waren mit dem Test so zufrieden, dass sie der Meinung sind, dass einige kleine Verbesserungen es dem Fahrzeug ermöglichen werden, ohne Probleme nicht nur über neue Stein- und Felsstraßen zu fahren, sondern auch über die holprigeren Kopfsteinpflasterstraßen […]“

Am 3. November 1835 machte er eine zweite Reise von Groningen nach De Punt, das etwa 20 Kilometer südlich von Groningen liegt. Die Reise fand ohne Probleme statt. Eine Reihe von Nachrichten berichten von diesen Abenteuern. Stratingh erhielt einen Anreizbonus von 600 Gulden vom damaligen König Wilhelm I. Der König wollte über die Erfindungen Stratinghs auf dem Laufenden gehalten werden und besuchte ihn 1837.
Später baute Stratingh auch ein elektrisches Fahrzeug, das erhalten geblieben ist. Dies ist wahrscheinlich das erste elektrisch angetriebene Fahrzeug in den Niederlanden. Stratingh starb unerwartet im Alter von 56 Jahren am 15. Februar 1841.
Am 28. November 1822 wurde er mit dem akademischen Beinamen Cramer I. zum Mitglied (Matrikel-Nr. 1259) der Gelehrtenakademie Leopoldina gewählt. Seit 1825 war er korrespondierendes und seit 1830 ordentliches Mitglied der Königlich Niederländischen Akademie der Wissenschaften (damals Koninklijk Instituut).
Sibrandus Stratingh heiratete am 11. Juli 1832 in Groningen Rika van Eerde, Tochter des Juristen und Groninger Professors für Geschichte Jan Rudolf van Eerde. Der Mediziner und Historiker Gozewinus Acker Stratingh war sein Neffe.